# Valdemaras Chomičius
Valdemaras Chomičius (russo: Valdemaras Pyatrasovich Khomichyus, Alfabeto cirílico: Вальдемарас Пятрасович Хомичюс) (Kaunas, 4 de maio de 1959) é um ex-basquetebolista lituano que possui carreira como treinador, função a qual ele desempenha no BC Dnipro na Liga Ucraniana de Basquetebol.
Valdemaras jogou na Seleção Soviética onde conquistou o Campeonato Mundial de Basquetebol de 1982 na Colômbia, a Medalha de Ouro nos Jogos Olímpicos de Verão de 1988 em Seul e mais dois EuroBasket ((1979 e 1985). Com a volta da Seleção Lituana para as competições internacionais Chomičius fez parte da equipe que conquistou a Medalha de Bronze nos Jogos Olímpicos de Verão de 1992 em Barcelona e a Medalha de Bronze no EuroBasket de 1995 na Grécia.